# SSR-181,507
SSR-181,507 je agonist 5-HT1A receptora. Studije su pokazale da ligandi 5-HT1A receptora modulišu katalepsiju izazvanu antipsihoticima.